# Exmouth (Australia)
Exmouth – miasto w Australii, w stanie Australia Zachodnia.